# Lalla Fatma N'Soumer
Lalla Fatma N'Soumer oder Lalla Faddma N'Soumer (Tifinagh-Schrift: ⴼⴰⴹⵎⴰ ⵏ ⵙⵓⵎⵔ; arabisch لالة فاطمة نسومر; geb. 1830; gest. September 1863) war eine algerische Widerstandskämpferin gegen die französische Kolonialmacht.

## Leben
Sie war maßgeblich am Krieg gegen die Franzosen bei deren Eroberung Algeriens beteiligt. Sie führte Truppen in ihrer Heimatregion, der Kabylei, an, der letzten Region, die sich gegen die Franzosen zur Wehr setzte. Als Bou Baghla 1854 bei Kämpfen gegen die Franzosen verstarb, wurde sie zur neuen Anführerin der kabylischen Widerstandsbewegung gewählt. Unter ihrer Feder standen zahlreiche Guerilla-Angriffe auf französische Truppen. Am 24. Mai 1857 wurden sie und ihre Truppen von den Franzosen besiegt. Unter Jacques-Louis Randon wurden Truppen von 45.000 Soldaten gegen den kabylischen Widerstand eingesetzt und N'Soumers Truppen waren machtlos gegenüber den moderneren Waffen der Franzosen.
Sie wurde gemeinsam mit 200 weiteren Frauen und Kindern verhaftet und kam in eine Haftanstalt in Beni Slimane. Sechs Jahre später verstarb sie im Alter von 33 Jahren an einer Entzündung, deretwegen ihr Bein angeschwollen und gelähmt war.

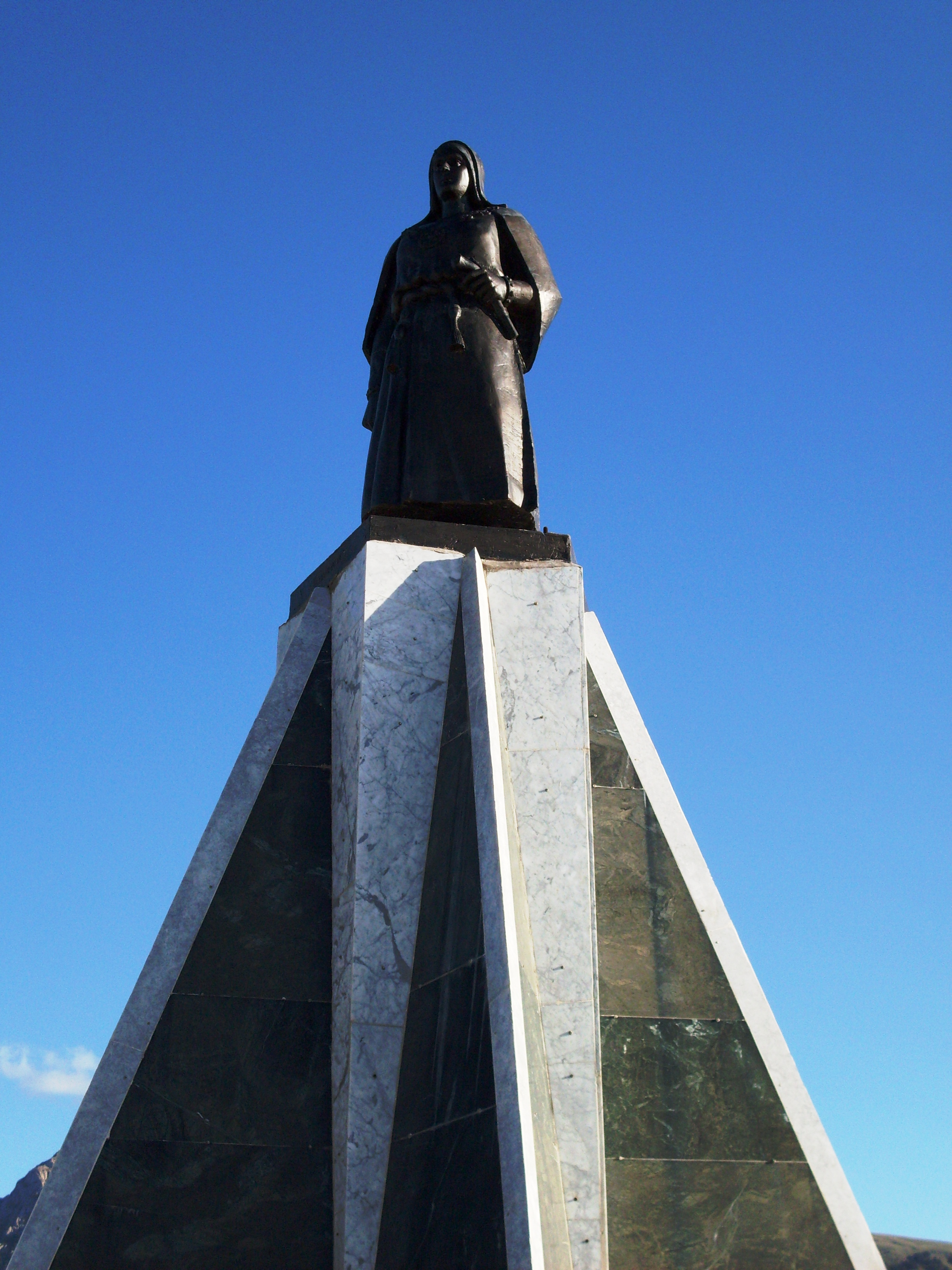
Denkmal von N'Soumer in Tizi Ouzou

## Bedeutung
Seit der Unabhängigkeit Algeriens gilt N'Soumer als Nationalheldin und wird für ihren Mut, ihre Weisheit und Stärke verehrt. Die feministische Bewegung Algeriens stützt sich auf sie; die feministische Organisation Tharwa Nfatma N'Soumer (Töchter der Fatma N'Soumer) etwa ist nach ihr benannt.
In einer Verfilmung ihres Lebens aus dem Jahr 2014 spielte die französische Schauspielerin Laëtitia Eïdo die Rolle der Lalla Fatma N'Soumer.
Mehrere Straßen und Schulen in Algerien sind nach ihr benannt. Mehrere Denkmäler stehen ihr zu Ehren.